# Келмецую-де-Сус
Келмецую-де-Сус (рум. Călmățuiu de Sus) — село у повіті Телеорман в Румунії. Адміністративний центр комуни Келмецую-де-Сус.
Село розташоване на відстані 111 км на південний захід від Бухареста, 42 км на захід від Александрії, 86 км на схід від Крайови.

## Населення
За даними перепису населення 2002 року у селі проживали 1046 осіб, з них 1042 особи (99,6%) румунів. Усі жителі села рідною мовою назвали румунську.